# Birchita
La birchita és un mineral de la classe dels fosfats. Rep el nom en honor de William David "Bill" Birch (1949-).

## Característiques
La birchita és un fosfat de fórmula química Cd₂Cu₂(PO₄)₂(SO₄)(H₂O)₄·H₂O. Va ser aprovada com a espècie vàlida per l'Associació Mineralògica Internacional l'any 2006, i la primera publicació data del 2008. Cristal·litza en el sistema ortoròmbic. La seva duresa a l'escala de Mohs es troba entre 3,5 i 4.
Segons la classificació de Nickel-Strunz, la birchita pertany a «08.D - Fosfats, etc, només amb cations de mida mitjana, (OH, etc.):RO₄ < 1:1» juntament amb els següents minerals: diadoquita, pitticita, destinezita, vashegyita, schoonerita, sinkankasita, mitryaevaïta, sanjuanita, sarmientita, bukovskyita, zýkaïta, giniïta, sasaïta, mcauslanita, goldquarryita i braithwaiteïta.

## Formació i jaciments
Va ser descoberta a Broken Hill, al comtat de Yancowinna de l'estat de Nova Gal·les del Sud, a Austràlia. Es tracta de l'únic indret de tot el planeta on ha estat descrita aquesta espècie mineral.